# Meyenheim
Meyenheim – miejscowość i gmina we Francji, w regionie Grand Est, w departamencie Górny Ren.
Według danych na rok 2015 gminę zamieszkiwały 1455 osoby, 69 os./km².